# Antonius van Paduakerk (Villapark)
De Sint-Antonius van Paduakerk aan Kwartelstraat 1 was een van de drie rooms-katholieke Antonius van Paduakerken die Eindhoven rijk was. Ze werd, ter onderscheid, als Sint-Antonius Villapark aangeduid, naar de wijk Villapark waarin ze te vinden was. Ze heeft bestaan van 1918-1991.
Het was een neobyzantijnse kerk, ontworpen door Jan Stuyt en werd ingewijd in 1918. Oorspronkelijk zou ze gewijd worden aan de Heilige Drievuldigheid, maar het werd dus Antonius van Padua. Opvallend was de met rode pannen bedekte twaalfkante koepel. De binnenkoepel, vervaardigd uit gewapend beton, was voorzien van een fresco van Jan Oosterman dat het hemelse Jerusalem voorstelde. Er waren nog andere schilderingen, maar bij een versobering in de jaren 60 van de 20e eeuw zijn deze verdwenen. Naast de koepel was er een hoge toren bij de ingang.
Teruglopend kerkbezoek was er de oorzaak van dat de kerk werd onttrokken aan de eredienst en in 1991 werd gesloopt om plaats te maken voor woningen. De eredienst vond nog enige tijd plaats in de naburige - en voormalige gereformeerde - Oosterkerk, totdat ook deze in 2012 werd verlaten.